# Энергетика Ленинградской области
Энергетика Ленинградской области — сектор экономики региона, обеспечивающий производство, транспортировку и сбыт электрической и тепловой энергии. По состоянию на середину 2021 года, на территории Ленинградской области эксплуатировались 25 электростанций общей мощностью 8588 МВт, в том числе одна атомная электростанция, 8 гидроэлектростанций и 16 тепловых электростанций. В 2020 году они произвели 39 704 млн кВт·ч электроэнергии.

## История
Начало использования электричества на территории современной Ленинградской области относится к 1881 году, когда в Гатчине при помощи локомобиля было организовано электрическое освещение императорского дворца. В 1887 году в Царском Селе была организована электростанция постоянного тока, обеспечивающая электроэнергией 120 уличных дуговых ламп. Эта электростанция неоднократно расширялась, в 1890 году она была реконструирована для перевода на переменный ток, а в 1894 году Царское Село стало первым городом в Европе, полностью перешедшим на электрическое освещение. В 1910 году на Вуоксе была построена небольшая Энсо ГЭС, в 1915 году на реке Луге была пущена Кингиссепская ГЭС мощностью 0,7 МВт, проработавшая до 1960-х годов.
С 1902 года инженер Г. О. Графтио разрабатывал проект Волховской ГЭС, но первые работы на площадке станции начались только в 1917 году и вскоре в условиях начавшейся Гражданской войны были приостановлены. В 1919 году строительство станции было возобновлено, но работы велись низкими темпами до 1921 года, когда Волховская ГЭС была включена в план ГОЭЛРО. Первый гидроагрегат Волховской ГЭС был пущен в 1926 году, последний — в 1927 году. Волховская ГЭС стала первой крупной гидроэлектростанцией России, кроме того, одновременно со станцией была построена линия электропередачи напряжением 110 кВ, по которой вырабатываемая ей электроэнергия поступала в Ленинград.
После завершения строительства Волховской ГЭС гидростроители переместились на площадку Нижне-Свирской ГЭС, первые работы на которой были проведены еще в 1918—1921 годах, но были остановлены. Строительство станции возобновили по плану ГОЭЛРО в 1927 году, первый гидроагрегат был пущен в 1933 году, последний — в 1935 году. Одновременно со станцией была построена первая в СССР ЛЭП напряжением 220 кВ.
В 1931 году было начато строительство Дубровской ТЭЦ (изначально носившей название Дубровская ГЭС, далее ГРЭС-8). Новая станция работала на торфе была спроектирована для использования самого мощного и современного на тот момент оборудования. Первые два турбоагрегата станции мощностью по 50 Мвт были введены в эксплуатацию в 1933 году. К 1940 году была построена вторая очередь станции и её мощность достигла 200 МВт. Как электростанция Дубровская ТЭЦ эксплуатировалась до 2018 года, после чего продолжила работу в качестве котельной.
В 1934 году, в то время ещё на территории Финляндии, было начато строительство Роухиала ГЭС (ныне — Лесогорская ГЭС). Станция была пущена в 1937 году и по итогам советско-финской войны в 1940 году оказалась на территории, переданной СССР. Финские инженеры в 1937 году начали строительство ещё одной станции на Вуоксе, Энсо ГЭС (ныне — Светогорская ГЭС), которая оказалась на территории СССР в недостроенном состоянии. В 1935 году были начаты подготовительные работы по возведению Верхне-Свирской ГЭС .
Великая Отечественная война нанесла тяжёлый ущерб ленинградской энергосистеме. На оккупированной территории оказались Дубровская ТЭЦ, Лесогорская ГЭС, Нижне-Свирская ГЭС, строящиеся Светогорская ГЭС и Верхне-Свирская ГЭС. В ходе интенсивных боёв Дубровская ТЭЦ была сильно разрушена, оборудование Нижне-Свирской ГЭС подорвано отступавшими финскими частями, котлован Верхне-Свирской ГЭС был затоплен. Часть оборудования Лесогорской ГЭС эвакуировали; Светогорскую ГЭС финны достроили и даже провели пробные пуски гидроагрегатов. Оборудование Волховской ГЭС при приближении немецких войск также была эвакуировано, но вскоре возвращено и вновь введено в эксплуатацию, а уже с сентября 1942 года по проложенному по дну Ладожского озера «кабелю жизни» электроэнергия станции стала поступать в блокадный Ленинград. После освобождения электростанций от захватчиков были немедленно начаты работы по их восстановлению. В 1946—1947 годах было завершено восстановление первой очереди Дубровской ТЭЦ, в 1950 году была восстановлена вторая очередь и станция достигла довоенной мощности. В 1945—1947 годах пустили гидроагрегаты Светогорской ГЭС, 1946—1948 годах вновь заработали гидроагрегаты Нижне-Свирской ГЭС и Лесогорской ГЭС.
В 1950-е годы было завершено начатое ещё до войны строительство Верхне-Свирской ГЭС (введена в эксплуатацию в 1951—1952 годах), пущена Нарвская ГЭС (1955—1956 годы), построена третья очередь Дубровской ТЭЦ с увеличением мощности станции до 300 МВт (1956 год). Был построен каскад малых ГЭС на реке Оредеж, эксплуатировавшийся до 1973 года.
В 1961 году было начато строительство Киришской ГРЭС, первый турбоагрегат станции был пущен в 1965 году. Строительство первой очереди Киришской ГРЭС завершили в 1971 году, а после окончания сооружения в 1983 году второй очереди станции её мощность достигла 2100 МВт. В 1967 году было начато строительство Ленинградской АЭС, первый энергоблок станции был пущен в 1973 году, после пуска четвёртого блока в 1981 году мощность станции достигла 4000 МВт. В 1970 году началось возведение Северной ТЭЦ, её первый энергоблок был введён в эксплуатацию в 1975 году, последний — в 1983 году.
В 2006 году была построена газотурбинная Всеволжская ГТ ТЭЦ, в 2009—2013 годах были реконструированы с заменой гидроагрегатов Светогорская и Лесогорская ГЭС. В 2012 году на Киришской ГРЭС была введена в эксплуатацию парогазовая установка мощностью 795 МВт, в 2014 году пущена газопоршневая Тихвинская ТЭЦ. С 2007 года реализуется проект строительства замещающих мощностей Ленинградской АЭС (Ленинградская АЭС-2), в рамках которого в 2018 и 2021 годах были введены в эксплуатацию два новых энергоблока, после чего энергоблоки № 1 и № 2 были остановлены. Планируется строительство ещё двух новых энергоблоков Ленинградской АЭС, а также ввод в эксплуатацию в 2023—2025 годах трёх ветроэлектростанций — Вистино, Свирица и Копорье. Возможно строительство Ленинградской ГАЭС.

## Генерация электроэнергии
По состоянию на середину 2021 года, на территории Ленинградской области эксплуатировались 23 электростанции общей мощностью 8587,5 МВт. В их числе одна атомная электростанция — Ленинградская АЭС, 8 гидроэлектростанций — Волховская ГЭС, Нарвская ГЭС, Светогорская ГЭС, Лесогорская ГЭС, Нижне-Свирская ГЭС, Верхне-Свирская ГЭС, Лужская ГЭС-2, Ивановская ГЭС и 16 тепловых электростанций, большая часть которых является электростанциями промышленных предприятий (блок-станции) — Северная ТЭЦ, Киришская ГРЭС, Всеволожская ГТ ТЭЦ, Станция активной дегазации полигона ТБО «Новый Свет-Эко», Тихвинская ТЭЦ, ТЭЦ Бокситогорского глиноземного завода, ТЭЦ ООО «ПГЛЗ», ТЭЦ ООО «Сланцы», ТЭЦ ЗАО «Интернешнл Пейпер», ТЭЦ ООО "ПГ «Фосфорит», Волховская ТЭЦ, ТЭЦ ФГУП «НИТИ им. Александрова», ТЭЦ АО «Кнауф Петроборд», ЭСН КС «Портовая», ТЭС-2 ОАО «Сясьский ЦБК», ГП-ТЭЦ ООО «Петербургцемент», ТЭС Нокиан Тайерс.

### Ленинградская АЭС
Расположена в г. Сосновый Бор, основной источник теплоснабжения города. Крупнейшая электростанция области и самая мощная атомная электростанция России. Эксплуатируемые в настоящее время энергоблоки станции введены в эксплуатацию в 1979—2021 годах, при этом сама станция работает с 1973 года. Установленная электрическая мощность станции — 4375,8 МВт, тепловая мощность — 800 Гкал/ч, фактическая выработка электроэнергии в 2020 году — 27 893,6 млн кВт·ч. Оборудование станции включает в себя четыре энергоблока, два из которых с реакторами РБМК-1000 мощностью по 1000 МВт, и ещё два — с реакторами ВВЭР-1200 мощностью 1187,6 МВт и 1188,2 МВт. Принадлежит АО «Концерн Росэнергоатом».

### Волховская ГЭС
Расположена в г. Волхове, на реке Волхов. Одна из старейших гидроэлектростанций России — гидроагрегаты станции введены в эксплуатацию в 1926—1927 годах. Установленная мощность станции — 84 МВт, фактическая выработка электроэнергии в 2020 году — 368 млн кВт·ч. В здании ГЭС установлены 8 гидроагрегатов, 4 мощностью по 9 МВт и 4 — по 12 МВт. Принадлежит ПАО «ТГК-1» .

### Нарвская ГЭС
Расположена в г. Ивангороде, на реке Нарве. Введена в эксплуатацию в 1955 году. Установленная мощность станции — 124,8 МВт, фактическая выработка электроэнергии в 2020 году — 599,6 млн кВт·ч. В здании ГЭС установлены 3 гидроагрегата мощностью по 41,6 МВт. Принадлежит ПАО «ТГК-1».

### Светогорская ГЭС
Расположена в г. Светогорске, на реке Вуоксе. Гидроагрегаты станции введены в эксплуатацию в 1945—1947 годах. Установленная мощность станции — 122 МВт, фактическая выработка электроэнергии в 2020 году — 703,8 млн кВт·ч. В здании ГЭС установлены 4 гидроагрегата мощностью по 30,5 МВт. Принадлежит ПАО «ТГК-1» .

### Лесогорская ГЭС
Расположена в п. Лесогорский, на реке Вуоксе. Введена эксплуатацию в 1937 году. Установленная мощность станции — 118 МВт, фактическая выработка электроэнергии в 2020 году — 652,1 млн кВт·ч. В здании ГЭС установлены 4 гидроагрегата мощностью по 29,5 МВт. Принадлежит ПАО «ТГК-1».

### Нижне-Свирская ГЭС
Расположена в п. Свирьстрой, на реке Свирь. Гидроагрегаты станции введены в эксплуатацию в 1933—1935 годах. Установленная мощность станции — 99 МВт, фактическая выработка электроэнергии в 2020 году — 499,1 млн кВт·ч. В здании ГЭС установлены 4 гидроагрегата, 2 мощностью по 22 МВт и 2 — по 27,5 МВт. Принадлежит ПАО «ТГК-1».

### Верхне-Свирская ГЭС
Расположена в г. Подпорожье, на реке Свирь. Гидроагрегаты станции введены в эксплуатацию в 1951—1952 годах. Установленная мощность станции — 160 МВт, фактическая выработка электроэнергии в 2020 году — 824 млн кВт·ч. В здании ГЭС установлены 4 гидроагрегата мощностью по 40 МВт. Принадлежит ПАО «ТГК-1».

### Лужская ГЭС-2
Расположена на р. Быстрица. Введена в эксплуатацию в 1956 году. Установленная мощность станции — 0,45 МВт, среднегодовая выработка электроэнергии — 0,2 млн кВт·ч. В здании ГЭС установлены 2 гидроагрегата. Принадлежит ПАО «ТГК-1».

### Ивановская ГЭС
Расположена на р. Хревица. Введена в эксплуатацию в 1996 году, обеспечивает собственные нужды рыбзавода, к энергосистеме не присоединена. Установленная мощность станции — 0,06 МВт. В здании ГЭС установлены 2 гидроагрегата.

### Северная ТЭЦ
Также известна как ТЭЦ-21, расположена в п. Новое Девяткино. Обеспечивает энергоснабжение северной части Выборгского и Калининского районов Санкт-Петербурга, а также п. Новое Девяткино и г. Мурино. Блочная паротурбинная теплоэлектроцентраль, в качестве топлива использует природный газ. Турбоагрегаты станции введены в эксплуатацию в 1975—1983 годах. Установленная электрическая мощность станции — 500 МВт, тепловая мощность — 1188 Гкал/час, фактическая выработка электроэнергии в 2020 году — 1822 млн кВт·ч. Каждый из пяти энергоблоков станции включает в себя турбоагрегат мощностью 100 МВт и котлоагрегат. Также на станции установлены четыре паровых котла и два водогрейных котла. Принадлежит ПАО «ТГК-1».

### Киришская ГРЭС
Расположена в г. Кириши, основной источник теплоснабжения города. Крупнейшая тепловая электростанция региона. Электростанция смешанной конструкции, включает в себя паротурбинные блочную конденсационную часть и теплофикационную часть, а также парогазовый энергоблок, в качестве топлива использует природный газ. Турбоагрегаты станции введены в эксплуатацию в 1969—2012 годах. Установленная электрическая мощность станции — 2555 МВт, тепловая мощность — 1070 Гкал/час, фактическая выработка электроэнергии в 2020 году — 4252,2 млн кВт·ч. Конденсационная часть станции включает в себя 5 энергоблоков мощностью по 100 МВт, три из которых представляют собой дубль-блоки (один турбоагрегат и два котлоагрегата на блок) и два — моноблоки (один турбоагрегат и один котлоагрегат на блок). Теплофикационная часть включает шесть турбоагрегатов — один мощностью 40 МВт, два — по 50 МВт и два — 60 МВт, а также шесть котлоагрегатов и два водогрейных котла. Парогазовый энергоблок состоит из двух газотурбинных установок мощностью 279 МВт и 285 МВт, паротурбинной установки мощностью 231 МВт и двух котлов-утилизаторов. Принадлежит ПАО «ОГК-2».

### Всеволжская ГТ ТЭЦ
Расположена в г. Всеволожскк. Газотурбинная теплоэлектроцентраль (ГТУ-ТЭЦ), в качестве топлива использует природный газ. Фактически станция вырабатывает только электроэнергию, к тепловым сетям не подключена. Турбоагрегаты станции введены в эксплуатацию в 2006 году. Установленная электрическая мощность станции — 18 МВт, тепловая мощность — 40 Гкал/час. Фактическая выработка электроэнергии в 2020 году — 84,6 млн кВт·ч. Оборудование станции включает в себя две газотурбинные установки, мощностью по 9 МВт, и два котла-утилизатора. Принадлежит АО «ГТ Энерго».

### Станция активной дегазации полигона ТБО «Новый Свет-Эко»
Расположена в п. Новый Свет Гатчинского района. Газопоршневая электростанция, в качестве топлива использует свалочный газ, образующийся на полигоне твёрдых бытовых отходов. Введена в эксплуатацию в 2015 году. Установленная электрическая мощность станции — 2,4 МВт, фактическая выработка электроэнергии в 2020 году — 1,2 млн кВт·ч. Оборудование станции включает две газопоршневые установки мощностью по 1,2 МВт. Принадлежит ООО «Вирео Энерджи».

### Электростанции промышленных предприятий
На территории Ленинградской области расположен ряд электростанций, обеспечивающих нужды отдельных промышленных предприятий (блок-станции), все они работают на природном газе.

#### Тихвинская ТЭЦ
Расположена в г. Тихвин, обеспечивает энергоснабжение Тихвинского вагоностроительного завода. Газопоршневая теплоэлектроцентраль, введена в эксплуатацию в 2014 году. Установленная мощность станции — 54,96 МВт, фактическая выработка электроэнергии в 2020 году — 260,5 млн кВт·ч. Оборудование станции включает три газопоршневые установки мощностью по 18,32 МВт. Принадлежит АО «ТВСЗ».

#### ТЭЦ Бокситогорского глинозёмного завода
Расположена в г. Бокситогорск, единственный источник теплоснабжения города. Паротурбинная теплоэлектроцентраль, турбоагрегаты станции введены в эксплуатацию в 1951—1968 годах. Установленная электрическая мощность станции — 24 МВт, тепловая мощность — 300 Гкал/час, фактическая выработка электроэнергии в 2020 году — 81,8 млн кВт·ч. Оборудование станции включает три турбоагрегата — один мощностью 3 МВт и два по 10,5 МВт, а также три котлоагрегата. Принадлежит АО «РУСАЛ Бокситогорск».

#### Волховская ТЭЦ
Расположена в г. Волхове, один из источников теплоснабжения города. Паротурбинная теплоэлектроцентраль. Эксплуатируемые в настоящее время турбоагрегаты введены в эксплуатацию в 1994 году. Установленная электрическая мощность станции — 12 МВт, тепловая мощность — 118 Гкал/час, фактическая выработка электроэнергии в 2020 году — 34,3 млн кВт·ч. Оборудование станции включает два турбоагрегата мощностью по 6 МВт. Принадлежит ОАО «ЛОТЭК».

#### ТЭЦ ООО «ПГЛЗ»
Расположена в г. Пикалёво, обеспечивает энергоснабжение Пикалёвского глинозёмного завода, основной источник теплоснабжения города. Паротурбинная теплоэлектроцентраль, турбоагрегаты станции введены в эксплуатацию в 1971—1998 годах. Установленная электрическая мощность станции — 78 МВт, тепловая мощность — 435 Гкал/час, фактическая выработка электроэнергии в 2020 году — 403,1 млн кВт·ч. Оборудование станции включает пять турбоагрегатов, из них четыре мощностью по 12 МВт и один — 30 МВт. Также имеется шесть котлоагрегатов и один водогрейный котёл.

#### ТЭЦ ООО «Сланцы»
Расположена в г. Сланцы, обеспечивает энергоснабжение химического завода, основной источник теплоснабжения города. Паротурбинная теплоэлектроцентраль, имеющийся на станции турбоагрегат эксплуатируется с 1960 года, при этом сама станция работает с 1952 года. Установленная электрическая мощность станции — 20 МВт, тепловая мощность — 65 Гкал/час, фактическая выработка электроэнергии в 2020 году — 136,1 млн кВт·ч. Оборудование станции включает один турбоагрегат и пять котлоагрегатов, ещё три турбоагрегата и два котлоагрегата находятся в резерве.

#### ТЭЦ ЗАО «Интернешнл Пейпер»
Расположена в г. Светогорск, обеспечивает энергоснабжение Светогорского целлюлозно-бумажного комбината, единственный источник теплоснабжения города. Представляет собой две технологически связанные паротурбинные теплоэлектроцентрали, а также газотурбинную установку. Турбоагрегаты станции введены в эксплуатацию в 1974—2012 годах. Установленная электрическая мощность станции — 93 МВт, тепловая мощность — 667,9 Гкал/час, фактическая выработка электроэнергии в 2020 году — 494,3 млн кВт·ч. Оборудование станции включает шесть турбоагрегатов, из них один мощностью 8 МВт и пять мощностью по 12 МВт, а также газотурбинную установку мощностью 25 МВт. Также имеется четыре котлоагрегата (в том числе один многотопливный котёл, используемый для сжигания отходов производства и осадка сточных вод), два содорегенерационных котла и один котёл-утилизатор.

#### ТЭЦ ООО «ПГ «Фосфорит»
Расположена в г. Кингисепп, обеспечивает энергоснабжение завода по производству фосфорных удобрений. Паротурбинная теплоэлектроцентраль. Эксплуатируемые в настоящее время турбоагрегаты станции введены в эксплуатацию в 2009—2014 годах. Установленная электрическая мощность станции — 44 МВт, тепловая мощность — 102 Гкал/час, фактическая выработка электроэнергии в 2020 году — 243,9 млн кВт·ч. Оборудование станции включает два турбоагрегата мощностью 12 МВт и 32 МВт, два котлоагрегата и два котла-утилизатора.

#### ТЭЦ ФГУП «НИТИ им. Александрова»
Расположена в г. Сосновый Бор. Паротурбинная теплоэлектроцентраль. Установленная электрическая мощность станции — 20 МВт, в 2020 году электроэнергию не вырабатывала. Оборудование станции включает один турбоагрегат.

#### ТЭЦ АО «Кнауф Петроборд»
Расположена в г. Коммунар, обеспечивает энергоснабжение предприятия по производству картона и теплоснабжение города. Паротурбинная теплоэлектроцентраль, эксплуатируемый в настоящее время турбоагрегат введён в эксплуатацию в 2004 году. Установленная электрическая мощность станции — 12 МВт, тепловая мощность — 260 Гкал/час, фактическая выработка электроэнергии в 2020 году — 72,6 млн кВт·ч. Оборудование станции включает один турбоагрегат и пять котлоагрегатов;

#### Электростанция собственных нужд КС «Портовая»
Обеспечивает энергоснабжение компрессорной станции газопровода. Газопоршневая электростанция. Установленная электрическая мощность станции — 10,5 МВт, фактическая выработка электроэнергии в 2020 году — 44,1 млн кВт·ч. Оборудование станции включает семь газопоршневых агрегатов мощностью по 1,5 МВт. Принадлежит ООО «Газпром трансгаз Санкт-Петербург».

#### ТЭС-2 ОАО «Сясьский ЦБК»
Расположена в г. Сясьстрой, обеспечивает энергоснабжение целлюлозно-бумажного комбината и теплоснабжение города. Паротурбинная теплоэлектроцентраль. Турбоагрегаты станции введены в эксплуатацию в 1969—1978 годах. Установленная электрическая мощность станции — 22,8 МВт, тепловая мощность — 184 Гкал/час, фактическая выработка электроэнергии в 2020 году — 115,5 млн кВт·ч. Оборудование станции включает три турбоагрегата, один мощностью 6 МВт и два мощностью по 8,4 МВт, а также пять котлоагрегатов.

#### ГП-ТЭЦ ООО «Петербургцемент»
Расположена в Выскатском сельском поселении Сланцевского района, обеспечивает энергоснабжение цементного производства. Газопоршневая электростанция. Установленная электрическая мощность станции — 25,2 МВт, фактическая выработка электроэнергии в 2020 году — 117,4 млн кВт·ч. Оборудование станции включает три газопоршневых агрегата мощностью по 8 МВт.

#### ТЭСНокиан Тайерс
Расположена во Всеволжском районе, обеспечивает энергоснабжение шинного производства. Газопоршневая электростанция. Установленная электрическая мощность станции — 12 МВт. Оборудование станции включает четыре газопоршневых агрегата мощностью по 3 МВт.

## Потребление электроэнергии
Потребление электроэнергии в Ленинградской области (с учётом потребления на собственные нужды электростанций и потерь в сетях) в 2020 году составило 21 421 млн кВт·ч, максимум нагрузки — 3249 МВт. Таким образом, Ленинградская область является энергоизбыточным регионом. В структуре энергопотребления лидирует промышленность — 47 %, доля населения в энергопотреблении— 12 %. Крупнейшие потребители электроэнергии по итогам 2020 года: ОАО «РЖД» — 1495 млн кВт·ч, Светогорский ЦБК — 1011 млн кВт·ч, ООО «ПГ «Фосфорит» — 273 млн кВт·ч. Функции гарантирующего поставщика электроэнергии выполняет АО «Петербургская сбытовая компания».

## Электросетевой комплекс
Энергосистема Ленинградской области входит в ЕЭС России, являясь частью Объединённой энергосистемы Северо-Запада, находится в операционной зоне филиала АО «СО ЕЭС» — «Региональное диспетчерское управление энергосистемы Санкт-Петербурга и Ленинградской области» (Ленинградское РДУ). Энергосистема региона связана с энергосистемами Тверской области по одной ВЛ 750 кВ, Эстонии по двум ВЛ 330 кВ, Псковской области по двум ВЛ 330 кВ, двум ВЛ 110 кВ и одной ВЛ 35 кВ, Новгородской области по двум ВЛ 330 кВ, семи ВЛ 110 кВ и трём ВЛ 35 кВ, Карелии по одной ВЛ 330 кВ, одной ВЛ 220 кВ, трём ВЛ 110 кВ и одной ВЛ 35 кВ, Вологодской области по одной ВЛ 750 кВ и четырём ВЛ 110 кВ, Финляндии по трём ВЛ 400 кВ и одной ВЛ 110 кВ.
Общая протяженность линий электропередачи напряжением 35-750 кВ составляет 13 272,8 км, в том числе линий электропередач напряжением 750 кВ — 662,2 км, 400 кВ — 133,6 км, 330 кВ — 1210,8 км, 220 кВ — 750,6 км, 110 кВ — 6888,2 км, 35 кВ — 3627,4 км. Магистральные линии электропередачи напряжением 220—750 кВ эксплуатируются филиалом ПАО «ФСК ЕЭС» — МЭС Северо-Запада, распределительные сети напряжением 110 кВ и менее — ПАО «Россети Ленэнерго» (в основном) и территориальными сетевыми организациями.

## Теплоснабжение
Теплоснабжение в Ленинградской области осуществляет в общей сложности 697 источников, включая 3 электростанции общего пользования, 8 ведомственных ТЭЦ, а также 686 котельных. Общая тепловая мощность источников теплоснабжения, расположенных на территории Ленинградской области, составляет 18 272 Гкал/ч, в том числе электростанции и ТЭЦ — 5000 Гкал/ч. Производство тепловой энергии — 29 010 тыс. Гкал. Общая протяжённость тепловых сетей — 2713 км.